# Mellionnec
Mellionnec (en bretó Melioneg) és un municipi francès, situat a la regió de Bretanya, al departament de Costes del Nord. L'any 1999 tenia 440 habitants.

## Demografia
| Evolució de la població Cassini et INSEE |       |       |       |      |       |       |       |       |
| 1793                                     | 1800  | 1806  | 1821  | 1831 | 1836  | 1841  | 1846  | 1851  |
| 1 120                                    | 1 163 | 1 168 | 1 154 | -    | 1 255 | 1 193 | 1 234 | 1 188 |

| 1856  | 1861  | 1866  | 1872  | 1876  | 1881  | 1886  | 1891  | 1896  |
| ----- | ----- | ----- | ----- | ----- | ----- | ----- | ----- | ----- |
| 1 210 | 1 143 | 1 104 | 1 093 | 1 117 | 1 261 | 1 200 | 1 227 | 1 252 |

| 1901  | 1906  | 1911  | 1921  | 1926  | 1931  | 1936  | 1946  | 1954 |
| ----- | ----- | ----- | ----- | ----- | ----- | ----- | ----- | ---- |
| 1 322 | 1 411 | 1 418 | 1 407 | 1 437 | 1 335 | 1 179 | 1 148 | 970  |

| 1962 | 1968 | 1975 | 1982 | 1990 | 1999 | 2006 | 2011 | 2016 |
| ---- | ---- | ---- | ---- | ---- | ---- | ---- | ---- | ---- |
| 889  | 749  | 628  | 567  | 420  | 440  | 413  | -    | -    |

| 2019 | - | - | - | - | - | - | - | - |
| ---- | - | - | - | - | - | - | - | - |
| 391  | - | - | - | - | - | - | - | - |

## Administració
| Període   | Identitat          | Partit |
| --------- | ------------------ | ------ |
| 2001-2008 | Odette Delplace    |        |
| 2008-     | Marie-Josée Fercoq |        |

## Personatges il·lustres
François-Marie Laurent (Fransez Laorañs), originari de Mellionnec, fou un soldat afusellat com a exemple. Durant una acció a la Xampanya en la nit de l'1 al 2 d'octubre de 1914 el soldat va resultar lleument ferit davant del seu capità. Li fou arrencada l'última falange del seu dit petit de la mà esquerra. Seguint les recomanacions del seu capità, que serà tractat en una posició de socors del dr. Buy. El metge va trobar la lesió molt lleu i sospità que s'autolesionà per tal d'escapolir-se de les seves obligacions militars.
Aquest soldat s'expressà en un francès maldestre. Fou acusat d'abandonar dels seus deures, condemnat en consell de guerra i afusellat el 19 d'octubre de 1914. El 3 de desembre de 1933 va ser rehabilitat i la seva família va rebre la suma de 10 000 francs. L'alcaldia de Mellionec el va fer incloure en la llosa de marbre on són inscrits els noms dels soldats morts en combat.